# Libéma Open 2023
Libéma Open 2023 a fost un turneu profesionist de tenis care s-a jucat pe iarbă, la Autotron Rosmalen, Rosmalen, 's-Hertogenbosch, Țările de Jos, în perioada 12–18 iunie 2023. A fost cea de-a 32-a ediție a Turneul de tenis de la Rosmalen și clasificat ca un turneu ATP 250 pe Circuitul ATP 2023 și un turneu WTA 250 pe Circuitul WTA 2023.

## Campioni

### Simplu masculin
Pentru mai multe informații consultați Libéma Open 2023 – Simplu masculin

### Simplu feminin
Pentru mai multe informații consultați Libéma Open 2023 – Simplu feminin

### Dublu masculin
Pentru mai multe informații consultați Libéma Open 2023 – Dublu masculin

### Dublu feminin
Pentru mai multe informații consultați Libéma Open 2023 – Dublu feminin

## Puncte și premii în bani

### Puncte
| Probă           | C   | F   | SF  | QF | R16 | R32 | Q   | Q2  | Q1  |
| Simplu masculin | 250 | 150 | 90  | 45 | 20* | 0   | 12  | 6   | 0   |
| Dublu masculin  | 250 | 150 | 90  | 45 | 0   | N/A | N/A | N/A | N/A |
| Simplu feminin  | 280 | 180 | 110 | 60 | 30  | 1   | 18  | 12  | 1   |
| Dublu feminin   | 280 | 180 | 110 | 60 | 1   | N/A | N/A | N/A | N/A |

- Jucătorii care intră direct în runda a doua primesc aceleași puncte ca pentru runda unu.

### Premii în bani
| Probă           | C        | F       | SF      | QF      | R16     | R32    | Q2     | Q1     |
| Simplu masculin | €102,460 | €59,760 | €35,135 | €20,360 | €11,825 | €7,225 | €3,610 | €1,970 |
| Dublu masculin* | €35,600  | €19,040 | €11,160 | €6,240  | €3,680  | N/A    | N/A    | N/A    |

*per echipă